# Hedningarna
Hedningarna est un groupe de folk rock suédois. Le groupe mêle des éléments de musique électronique et de rock à des éléments issus de la musique scandinave.

## Biographie
Hållbus Totte Mattson, Anders Stake et Björn Tollin forment Hedningarna en 1987. Hedning signifie « païen » en suédois, et ar est un suffixe pluriel, et na un article défini (ainsi 'Hedningar' = « païens » et 'Hedningarna' = « les païens »).
En 1988, Hedningarna joue au Den stora vreden, une performance qui suscite l'intérêt. L'ingénieur-son est Ale Möller. Leur premier album intitulé Hedningarna est publié au label Alice Musik Produktion en 1989. En 1991, Hedningarna commence sa collaboration avec Silence Records. Ils y rencontrent les chanteurs Sanna Kurki-Suonio et Tellu Paulasto. L'album Kaksi! est publié en septembre 1992. En 1993, Hedningarna est récompensé aux Grammis (l'équivalent du Grammy) dans la catégorie de l'album folk de l'année. Les ventes de Kaksi! atteignent les 35 000 exemplaires vendus. Le disc jockey britannique Sasha remixera Kruspolska de Hedningarna, qui atteint le succès au Royaume-Uni.
Leur troisième album, Trä, est publié en septembre 1994. Hedningarna joue au Roskilde Festival en la présence de 20 000 spectateurs. En 1995, Hedningarna tourne en Scandinavie et à l'international. Une compilation de morceaux issus de Trä et Kaksi! est publié aux États-Unis. En 1995, leurs albums sont publiés en Espagne, aux Pays-Bas, en Belgique, en Pologne, en Thaïlande, au Royaume-Uni et aux États-Unis.
Les chanteurs Kurki-Suonio et Paulasto restent en Finlande en 1996 pour s'occuper de leur nouveau-né et pour leurs études. Paulasto décide de quitter le groupe, et est remplacée par Anita Lehtola, qui était dans la même classe que Paulasto à l'académie Sibelius à Helsinki. Mattson, Stake et Tollin commencent à travailler sur un nouvel album Hippjokk,. Le bassiste Ulf Ivarsson y joue d'une basse fabriquée par Mattson. Wimme Saari participe au chant, aux côtés du guitariste Knut Reiersrud sur l'album. Johan Liljemark joue du didgeridoo, qu'il a appris en Australie aux côtés des aborigènes. Hippjokk est publié en février 1997. Le groupe effectue ensuite des tournées en Espagne et en Belgique, et Ulf « Rockis » Ivarsson devient membre de Hedningarna. Anders Stake change son nom pour celui d'Anders Norudde.
En 2011, une version remixée de Vargtimmen issu de Trä est utilisée pour la bande-annonce de The Witcher 2. Au début de 2012, le 25e anniversaire du groupe, Hedningarna annonce un nouvel album intitulé &, pour avril 2012.

## Membres

### Membres actuels
- Hållbus Totte Mattson - chant, vielle à roue électro, mandora (luth)
- Anders Norrude (Anders Stake) - chant, violon, harpe, talharpa, flûtes, cornemuse suédoise
- Samuel Anderson - basse, basse mandora, sampling

### Anciens membres
- Björn Tollin – tambourine, percussions, autres
- Anita Lehtola-Tollin – chant
- Liisa Matveinen – chant
- Sanna Kurki-Suonio – chant, kantele, basse
- Tellu Paulasto (Virkkala, Turkka) – chant, fiddle, basse moraharpa
- Ulf Ivarsson – basse, bass mandora, sampling
- Christian Svensson – tambourine, percussions, hummel, sampling
- Magnus Stinnerbom – violon octave, hurdy-gurdy

## Discographie
- 1989 : Hedningarna
- 1992 : Kaksi!
- 1994 : Trä
- 1997 : Hippjokk
- 1999 : Karelia Visa
- 2003 : 1989-2003
- 2012 : &
- 2016 : Kult